# Нигматуллин, Равиль Хурматович
Равиль Хурматович Нигматуллин (12 мая 1941, Гумерово — 5 сентября 2005) — башкирский поэт, учёный и политик, преподаватель высшей школы. Автор восьми книг стихов, басен, песен и поэм. Основатель и первый лидер Народной партии Башкортостана.
Первые стихи Р.Нигматуллина были напечатаны в 1970-е гг. в альманахе «Молодые силы».

## Биография
После окончания восьмилетки работал в колхозе. После окончания зооветтехникума стал зоотехником в Ишимбайском районе.
В 1969 году окончил Башгосуниверситет (ныне Уфимский университет науки и технологий), получил должность секретаря парткома колхоза. Работал директором ахмеровской средней школы в 1970—1973 гг.
С 1973 по 1984 годы работал научным сотрудником Башкирского филиала Института национальных школ РСФСР, заместителем редактора журнала «Учитель Башкортостана», редактором художественной литературы Башкирского книжного издательства.
Руководил Стерлитамакской писательской организацией.
В 1984 году Равиль Нигматуллин избран ответственным секретарём Стерлитамакской организации Союза писателей Башкортостана.

## Творчество
Первый сборник стихов «Тауҙарҙа таң» («Заря в горах») вышел в 1981. Автор поэтических сборников «Мөхәббәткә юҡ ул өҙәрем» (1989; «Любовь не знает границ»), «Ҡыңғырауҙар» (1996; «Колокольчики»), «Тауҙарыма ҡарап» (2001; «Глядя на горы мои») и др. Написал книги для детей «Еңмеш» (1982; «Упрямый»), «Кемгә ниндәй исем» (1992; «Кому какое имя»), «Урман музыканттары» (1999; «Лесные музыканты»). Автор учебно-методических пособий по башкирской литературе.

### Избранные публикации
- Нигматуллин Р. Сосна; Встреча; Ждет свою песню; Весенний ветер : стихи // Антология поэзии Башкортостана. Голоса веков. — Уфа, 2007. — С. 304—305.